# Kásád, Baranya
Kásád (în croată Kašad) este un sat în districtul Siklós, județul Baranya, Ungaria, având o populație de 307 locuitori (2011).

## Demografie
Componența etnică a satului Kásád
     Maghiari (57,73%)
     Croați (42,27%)
Componența confesională a satului Kásád
     Romano-catolici (71,34%)
     Fără religie (6,51%)
     Reformați (5,86%)
     Necunoscută (16,29%)
Conform recensământului din 2011, satul Kásád avea 307 locuitori. Din punct de vedere etnic, majoritatea locuitorilor (57,73%) erau maghiari, cu o minoritate de croați (42,27%).  Din punct de vedere confesional, majoritatea locuitorilor (71,34%) erau romano-catolici, existând și minorități de persoane fără religie (6,51%) și reformați (5,86%). Pentru 16,29% din locuitori nu este cunoscută apartenența confesională.